# Ranunculus trichophyllus
Ranunculus trichophyllus är en ranunkelväxtart. Grodmöja (Ranunculus trichophyllus) ingår i släktet ranunkler, och familjen ranunkelväxter.

## Underarter
Arten delas in i följande underarter:
- R. t. eradicatus
- R. t. trichophyllus
- R. t. glaber
- R. t. hirtellum
- R. t. jingpoense
- R. t. kadzusensis
- R. t. ohtagawensis
- R. t. okayamensis

## Bildgalleri

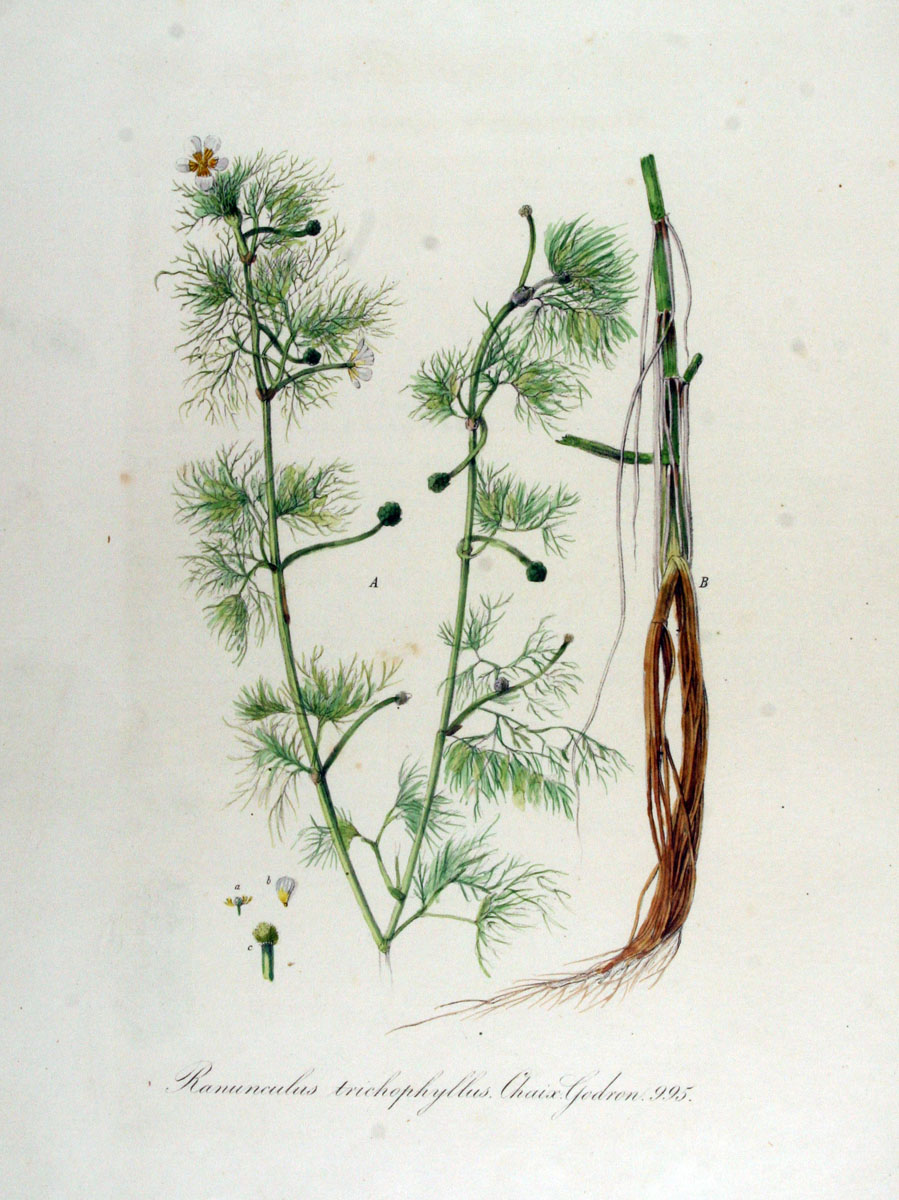
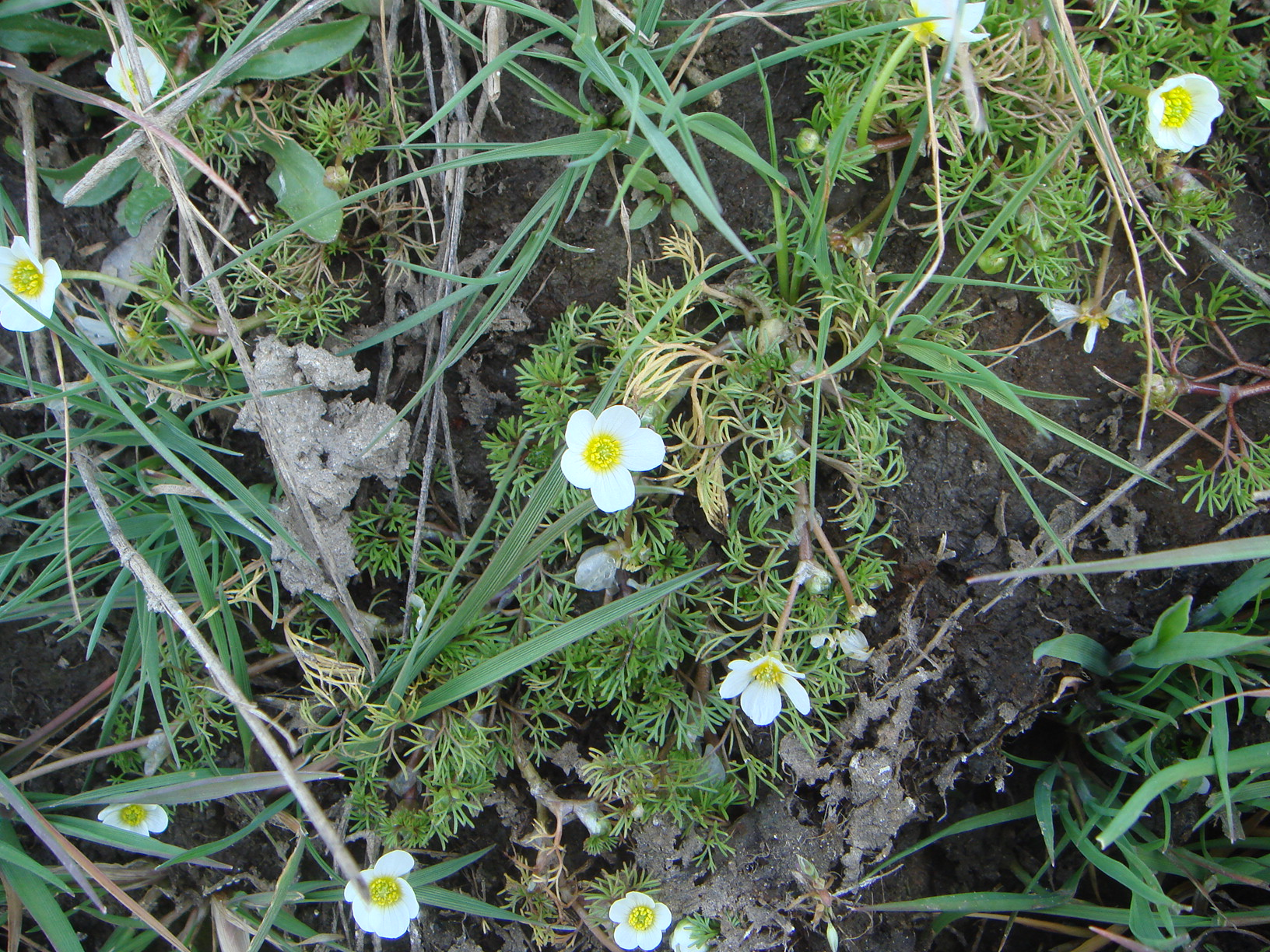
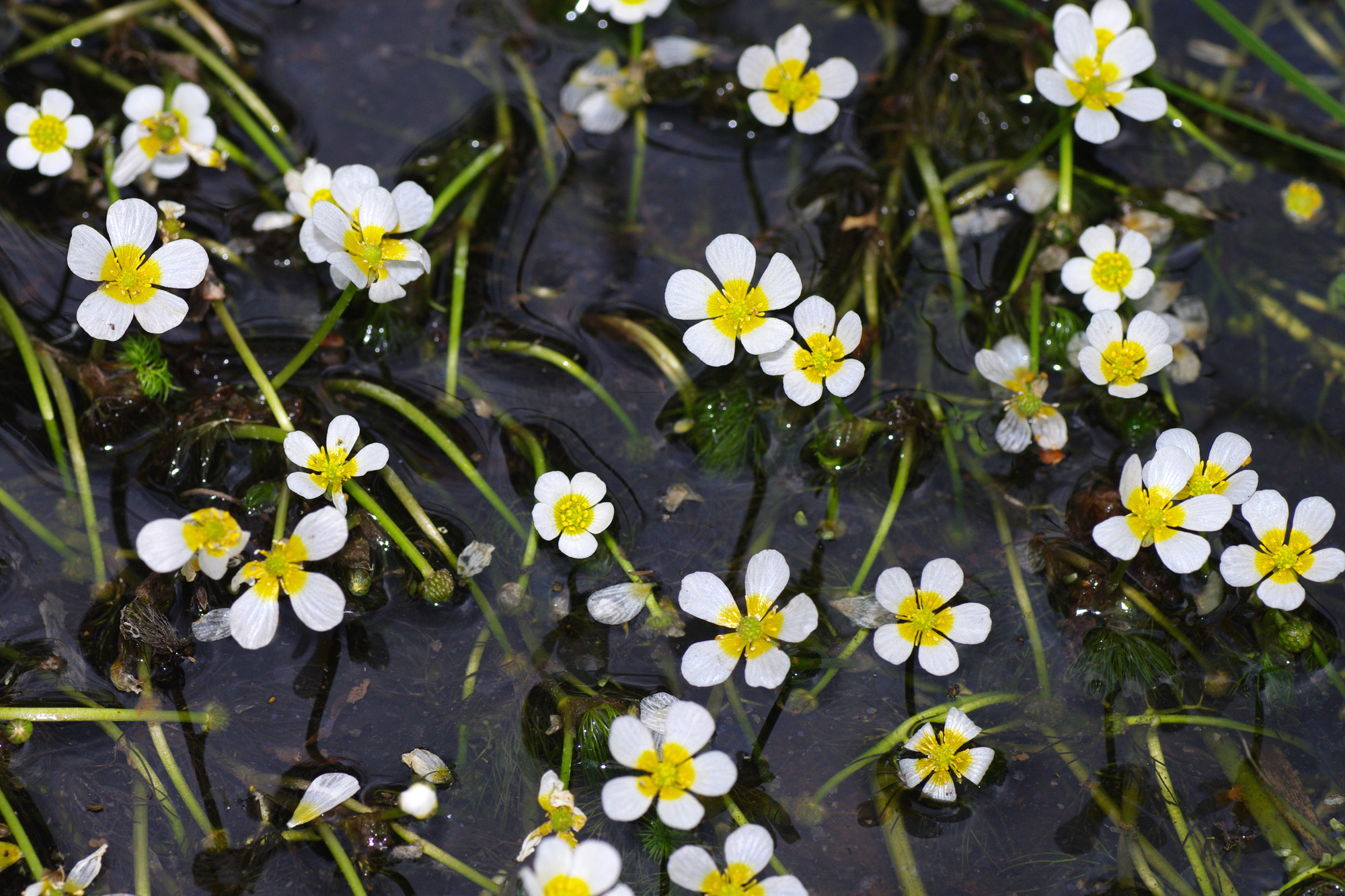
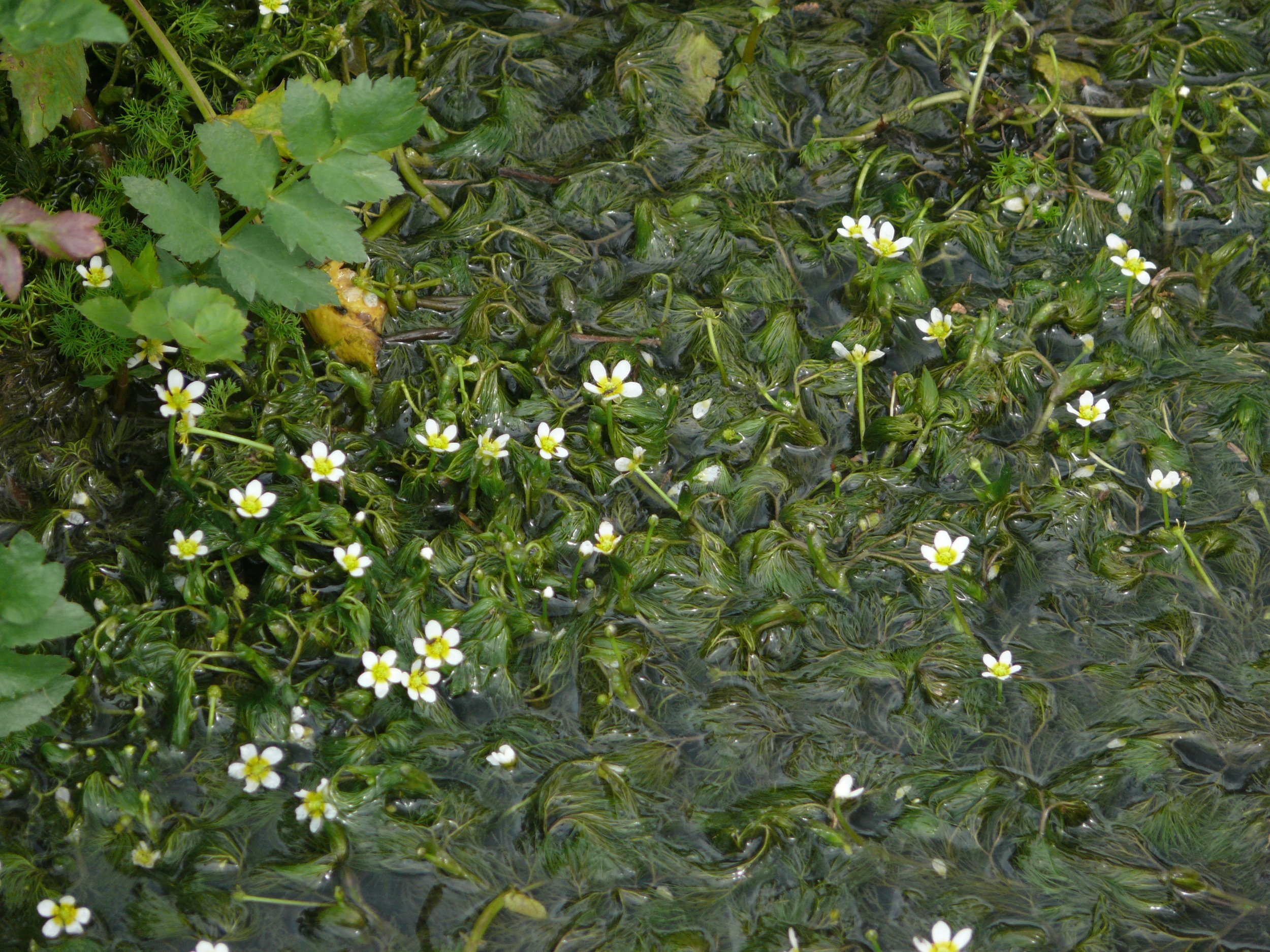
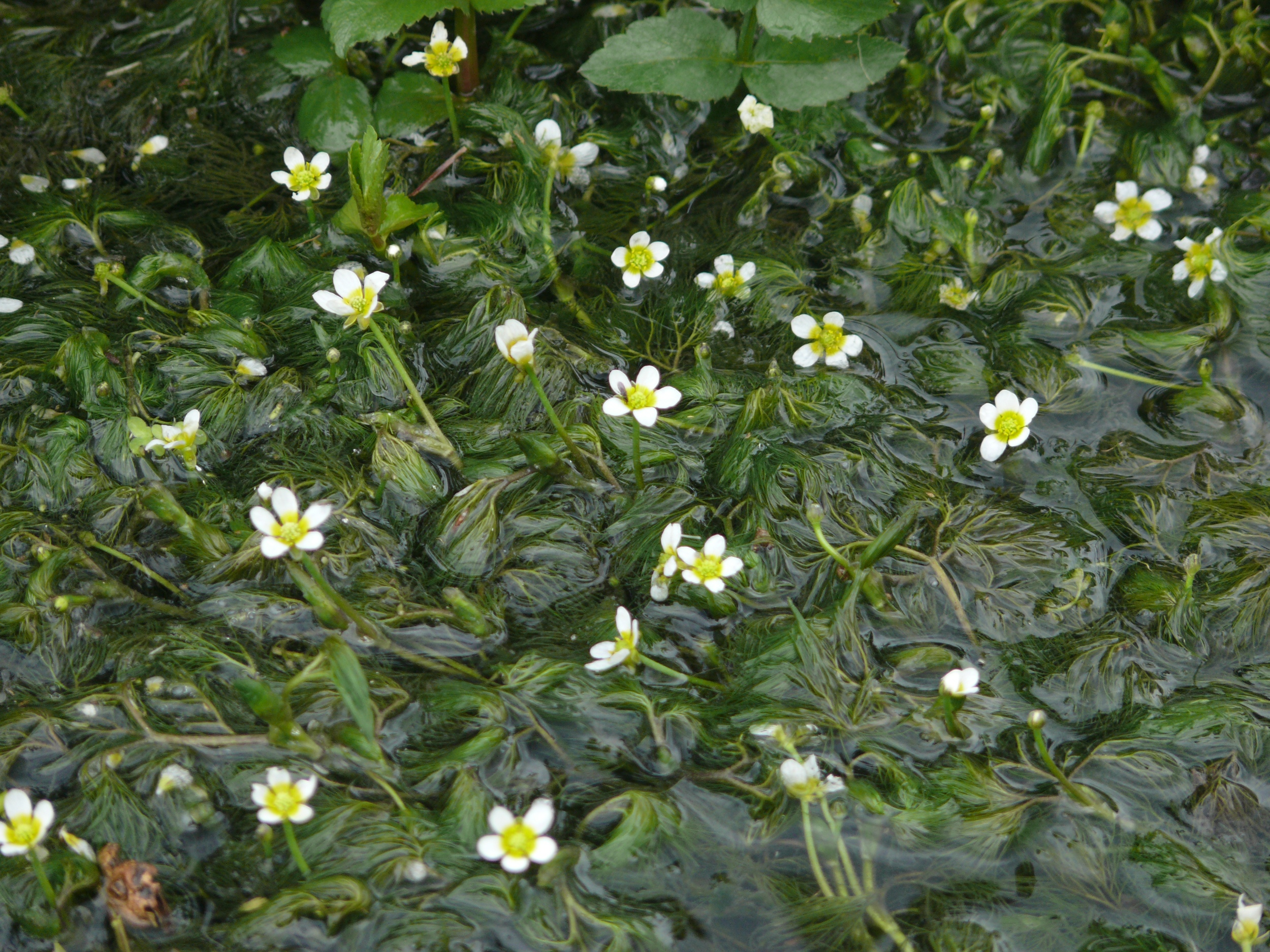
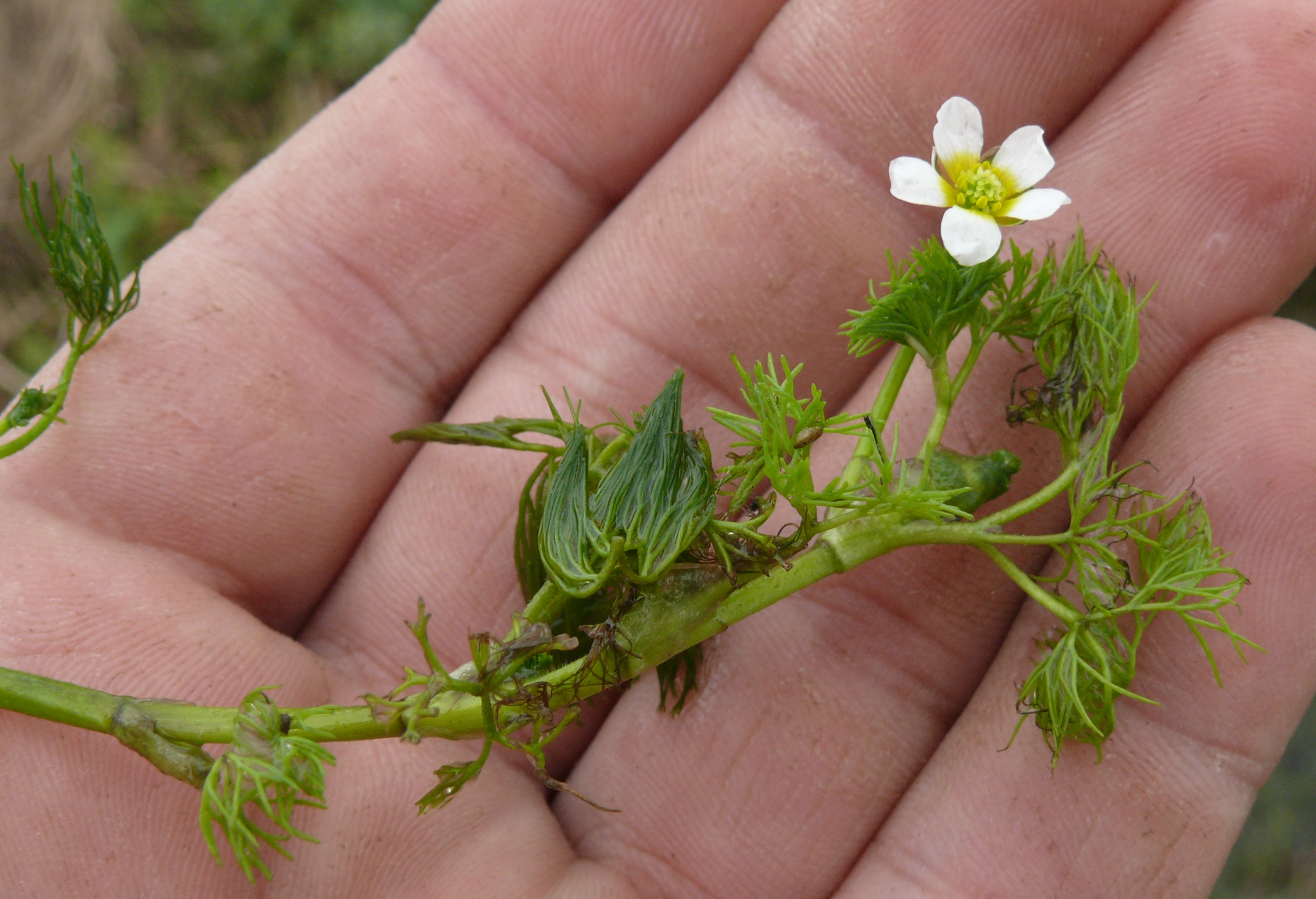